# Kobe Ilsen
Kobe Ilsen (Antwerpen, 31 december 1981) is een Vlaamse presentator bij de openbare televisiezender Eén.

## Biografie
Ilsen studeerde journalistiek aan de Plantijn Hogeschool in Antwerpen (2000-2003). Hij won in 2004 tegen Peter Pype de Good Luc Show op Studio Brussel, waarin hij tot nieuwe radiopresentator werd verkozen. Hij presenteerde er in de zomer van 2004 het radioprogramma Was het nu '70, '80 of '90, maar maakte al snel de overstap naar de VRT-televisie.
Zijn eerste werk voor televisie was als regisseur van Temptation Island (VT4). Hij is ook bekend van toeristische reportages uit Vlaanderen Vakantieland, waarin hij sinds 2005 zowat de hele wereld verkent. Zijn eerste reportage voor dat programma maakte hij in Bilbao (Spanje). Hij maakte ook reportages voor showbizzprogramma De Rode Loper.
In het najaar van 2007 presenteerde hij ook Iedereen eco, een programma waarin hij vijf bekende Vlamingen op het juiste milieupad probeerde te brengen.
In 2007 had hij in de televisieserie Flikken gedurende drie afleveringen in seizoen 8 een gastrol als krantenjournalist Jelle Mortelmans, die onder het mom van een agentenportret te maken informatie wou afsnoepen van Wilfried Pasmans.
Op 12 juli 2008 daagde Kobe Ilsen de stad Diest uit voor het programma Fata Morgana. Vanaf 21 oktober 2008 presenteerde hij Doodgraag leven, een programma over vijf mensen met een fatale kanker, die hij gedurende 1 jaar volgde. Hij presenteerde - aanvankelijk samen met Martine Tanghe, later alleen - het programma Volt. In de rubriek Reclametest ging hij elke week op zoek naar de waarheid achter de reclamespot. De Volt Reclametest won in 2010 de AIB Media Excellence Awards in de categorie "Best creative feature" (meest creatieve item).
In 2011 presenteerde Ilsen HIV+, waarin hij vijf met hiv besmette patiënten volgt in hun dagelijks, grotendeels normaal leven. Datzelfde jaar verving hij Marcel Vanthilt eenmalig in Ook getest op mensen.
In 2012 presenteerde Ilsen samen met Francesca Vanthielen de 5de editie van de Nacht van de Vlaamse Televisie Sterren. Datzelfde jaar presenteerde hij in de zomer drie weken het praatprogramma Touché op Radio 1 en de eerste drie afleveringen van Ook getest op mensen. Ilsen was ook een van de moderatoren van het politiek programma Niet tevreden stem terug over de lokale verkiezingen van 2012.
In 2011, 2012 en 2013 was Ilsen presentator van De laatste week, een praatprogramma waarin in de laatste week van het jaar werd teruggeblikt op de gebeurtenissen van het jaar.
In 2014 presenteerde Ilsen tijdens de zomer Weet ik veel op Radio 1. In de winter later dat jaar volgde een korte tweede reeks. Hij werd een vaste invaller van het programma. In 2021 is er een tv-versie van het programma met Kobe Ilsen als presentator gepland.
Van 2015 tot en met 2017 was hij de presentator van de Night of the Proms in Antwerpen.
In 2016, 2017, 2018 en 2022 presenteerde hij met Danira Boukhriss het voedingsprogramma Over eten.
Hij presenteerde in 2017 en 2018 het vernieuwde De drie wijzen op Eén. In 2018 en 2020 presenteerde hij op dezelfde zender Op één, waarin hij België vergelijkt met andere landen.
In 2021 was hij presentator van het 3de seizoen van Blind gekocht op VIER, hij werd nadien opgevolgd door Jani Kazaltzis.
Sinds 2021 presenteert hij op Eén het humaninterestprogramma #weetikveel.
In het najaar van 2022 neemt hij deel aan De Allerslimste Mens ter Wereld.
Voor Mijn eerste reis, een programma in het najaar 2023 uitgezonden op VRT 1, volgde hij bekende Vlamingen die weer hun eerste of een voor hen betekenisvolle reis maken.
Van 2018 tot 2023 vormde hij het dj-duo Viktor & Kobe met Viktor Verhulst.
In 2025 liep zijn exclusiviteitscontract met de VRT af. Het werd niet vernieuwd, maar Ilsen blijft wel programma's maken voor de omroep.
In tv-seizoen 2025-2026 presenteert hij opnieuw samen met Danira Boukhriss. Deze keer Over mijn lijf, een programma over het menselijk lichaam.

## Persoonlijk
Ilsen kreeg met zijn partner in 2022 een zoon.